# Hồ Giai (nhà hoạt động dân chủ)
Hồ Giai (tiếng Trung: 胡佳; bính âm: Hú Jiā; tên khai sinh: Hồ Gia, 胡嘉; sinh 25 tháng 7 năm 1973 tại Bắc Kinh) là một nhà hoạt động và nhân vật bất đồng chính kiến tại Cộng hòa Nhân dân Trung Hoa. Ông hoạt động trong những lĩnh vực dân chủ tại Trung Quốc, bảo vệ môi trường, và HIV/AIDS.
Ngày 27 tháng 11 năm 2007, ông bị chính phủ Trung Quốc giam cầm sau khi một số nông dân khiếu kiện đòi đất đai bị chính quyền tịch thu để phát triển. Ngày 3 tháng 4 năm 2008, ông bị kết án tội âm mưu lật đổ nhà nước và lãnh án tù 3,5 năm. Ông được xem là một trong những nhân vật có nhiều cơ hội đoạt giải Nobel Hòa bình năm 2008.
Ngày 23 tháng 10 năm 2008, ông nhận giải Sakharov của Nghị viện châu Âu.